# Spolno dvoličje
Spolnim dimorfizmom naziva se tjelesna razlika između mužjaka i ženke iste vrste. Razlike mogu biti u obliku tijela, boji i veličini.
Primjeri spolnog dimorfizma se mogu naći kod ogromnog broja životinjskih vrsta, jedva da postoji jedna životinjska porodica kod koje se ne pojavljuje. Tako postoji kod mnogih riba; izrazit je kod gupija koji su jedna od najuobičajenijih vrsta u kućnim akvarijima. Postoji također i kod velikog broja ptičjih vrsta. Prije svega su u porodici pataka razlike između mužjaka i ženke često vrlo velike. To vrijedi i za čitav red kokoški, kod kojih je paun najpoznatija vrsta s jako izraženim spolnim dimorfizmom. I kod insekata se može uočiti razlika između spolova.
I kod sisavaca se može uočiti spolni dimorfizam. Mužjak sisavaca gotovo je uvijek krupniji i jači od ženke (kod drugih kralježnjaka je češće obrnuto), te često ima izraženija prirodna oružja (rogove, kljove isl). Izuzetak je pjegava hijena, kod koje je ženka veća i agresivnija.
Homo sapiens (čovjek) spada u vrste kod kojih je spolni dimorfizam uočljiv, ali manje izražen nego kod većine drugih sisavaca.
Pojavljuje se i kod domaćih životinja. Kod domaćih ovaca kao i kod domaćih goveda mužjaci su u pravilu krupniji i teži, a i češće imaju rogove nego ženke.
Neke životinje, prije svega ribe, pokazuju dimorfizam samo u razdoblju parenja. 
Iz razlike u veličini kao posljedici spolnog dimorfizma, ponajprije kod primata, može se zaključiti koji oblik socijalnog života vlada kod određene vrste. Kod ekstremnih razlika u veličini između mužjaka i ženki uglavnom prevladavaju "haremske zajednice", što znači da grupu čine jedan veliki, iskusan mužjak i više ženki. Takav su primjer gorile.
Kod manje izraženih razlika u veličini uglavnom prevladava veza između jednog mužjaka i jedne ženke, ali to ne znači obavezno doživotnu monogamiju, nego često samo u razdoblju parenja. Primjer za takav oblik socijalnog ponašanja su čimpanze, bonobi, ali i ljudi.